# Juegos Mundiales de 2025
Los Juegos Mundiales de 2025 (2025年世界运动会), comúnmente conocidos como Chengdu 2025, son la duodécima edición de los Juegos Mundiales, que incluyen deportes y disciplinas deportivas que no se disputan en los Juegos Olímpicos. Se celebren del 7 al 17 de agosto de 2025 en Chengdu, Sichuan, China.
Esta es la primera edición que se lleva a cabo bajo las pautas establecidas por el documento de estrategia «Crecimiento más allá de la excelencia», la tercera edición que se lleva a cabo en Asia y la primera vez que la nación alberga los Juegos Mundiales.

## Candidatura
La ciudad de Chengdu fue anunciada como sede en 2019, cuando el presidente de la Asociación Internacional de Juegos Mundiales, José Perurena y el alcalde de Chengdu, Luo Qiang, firmaron el contrato de organización con el presidente del Comité Olímpico Chino, Yu Zaiqing como testigo. Chengdu fue la única ciudad que solicitó formalmente la organización del evento.

## Símbolos

### Logotipo
El emblema de los juegos se reveló el 17 de mayo de 2024, diseñado por el reconocido diseñador británico John Fairley. El diseño se inspiró en un panda gigante, una flor de hibisco y un nudo chino.

### Mascotas
Las mascotas de los juegos se revelaron el 6 de agosto de 2024. Shu Bao, un panda gigante, y Jin Zai, un mono dorado de nariz chata, fueron creados para crear conciencia sobre los animales raros y la protección de la biodiversidad.

## Sedes
El 21 de mayo de 2024, la Asociación Internacional de Juegos Mundiales anunció las sedes de los Juegos Mundiales de 2025. Algunas de las sedes seleccionadas también se utilizaron durante la Universiada de 2021, también celebrados en Chengdu.

### Longquanyi
- Gimnasio de la Escuela Superior de Longquan – Korfbal
- Universidad Deportiva de Chengdu, Campus de Lago Sancha 
  - Campo de atletismo – Disco volador
  - Estadio – Rugby en silla de ruedas
  - Pistas exteriores – Bochas
  - Piscina – Salvamento y deportes subactuáticos

#### Centro de deportes de Lago Dong'an
- - Estadio principal - Ceremonias de apertura y clausura
  - Campo de atletismo – Deportes aéreos
  - Plaza central – Sogatira
  - Estadio – Animación deportiva, gimnasia acrobática, gimnasia aeróbica y trampolín
  - Lago Qinglong – Tiro con arco

### Nueva Área Oriental
- Campo de atletismo del Campus Este de la Escuela Superior n.º 7 de Chengdu – Fútbol bandera y Lacrosse
- Sede Orientación 1 y 2 de la Nueva Área Oriental – Orientación

### Nueva Área de Tianfu
- Parque Tianfu – Fistball y escalada deportiva
- Lago Xinglong 
  - Estadio – Balonmano playa, Korfbal (Playa)
  - Hubin – Duatlón, Maratón de Kayak, Barco Dragón y Parkour
- Complejo Hotelero Internacional Tianfu – Billar

#### Zona de desarrollo industrial de alta tecnología de Chengdu
- Parque Guixi – Disco volador (Disc Golf)
- Centro de deportes del parque Tianfu – Levantamiento de potencia, Wushu, Raquetbol y Squash

### Wuhou
- Centro de béisbol, sóftbol y hockey de Sichuan – Sóftbol
- Gimnasio Provincial de Sichuan  – Kickboxing y Muay thai

### Xindu
- Centro de deportes sobre patines de Chengdu – Deportes sobre patines
- Centro de deportes de Xindu Xiangcheng – Floorball

### Jianyang
- Estadio Ma'anshan de Lago Sancha – Motonáutica y Wakeboarding (Wakesurf estilo skim, Wakeboard estilo libre)
- Estadio Taohuadao de Lago Sancha – Wakeboarding (Cable Wakeboard)
- Gimnasio del Centro Cultural y Deportivo de Jianyang – Ju-jitsu, Karate y Sambo
- Piscina del Centro Cultural y Deportivo de Jianyang – Kayak Polo

## Deportes
Se han elegido 35 deportes para los Juegos Mundiales de 2025. Por primera vez, la motonáutica y la animación deportiva estarán representadas en los Juegos Mundiales. En el sector de los deportes paralímpicos, la apnea paralímpica y el jiu-jitsu paralímpico harán su debut. Tres deportes que han estado en todas las ediciones anteriores de los Juegos Mundiales se eliminan del programa de 2025: bolos, esquí acuático y patinaje artístico sobre ruedas. Los deportes electrónicos también se exhibirán como parte de un convenio entre la Asociación Internacional de Juegos Mundiales (IWGA) y la Federación Mundial de Deportes Electrónicos (IEF). El sumo, que debutó originalmente en los Juegos Mundiales de 2022, se eliminó para esta edición debido a problemas durante la competición.
| - Artísticos - Animación (detalles) - Baile deportivo (detalles) - Gimnasia acrobática (detalles) - Gimnasia aeróbica (detalles) - Gimnasia rítmica (detalles) - Trampolín (detalles) - Parkour (detalles) - Pelota - Balonmano playa (detalles) - Fistball (detalles) - Floorball (detalles) - Korfbal (detalles) - Lacrosse (detalles) - Raquetbol (detalles) - Sóftbol (detalles) - Squash (detalles) | - Artes marciales - Ju-Jitsu (detalles) - Karate (detalles) - Kickboxing (detalles) - Muay thai (detalles) - Sambo (detalles) - Precisión - Billar (detalles) - Bochas (detalles) - Tiro con arco (detalles) - Fuerza - Levantamiento de potencia (detalles) - Sogatira (detalles) - Deportes sobre ruedas - Hockey sobre patines en línea (detalles) - Patinaje de carreras (detalles) - Patinaje de velocidad (detalles) - Patines en línea estilo libre | - Deportes extremos - Barco dragón (detalles) - Buceo (detalles) - Deportes aéreos (detalles) - Escalada (detalles) - Kayak polo (detalles) - Maratón en Kayak (detalles) - Motonáutica (detalles) - Natación con aletas (detalles) - Orientación (detalles) - Salvamento (detalles) - Wakeboarding (detalles) - Disco volador - Disco volador (detalles) - Exhibición - Duatlón (detalles) - Fútbol bandera (detalles) - Wushu (detalles) |

## Países participantes
Bajo las pautas de «Crecimiento más allá de la excelencia», el número máximo permitido (incluyendo atletas y oficiales técnicos) para el programa deportivo de los Juegos Mundiales de 2025 en adelante se incrementará de 4.200 a 5.000 participantes. 4.000 participantes son propuestos por las Federaciones Miembros de la Asociación Internacional de Juegos Mundiales (IWGA), mientras que los 1.000 participantes restantes consisten en disciplinas consultadas con el comité organizador, disciplinas consultadas con el  Comité Olímpico Internacional y disciplinas paralímpicas consultadas con el Comité Paralímpico Internacional.
- Afganistán  (AFG)
- Alemania  (GER)
- Arabia Saudita  (KSA)
- Argelia  (ALG)
- Argentina  (ARG)
- Armenia  (ARM)
- Aruba  (ARU)
- Atletas Individuales Neutrales  (AIN)
- Australia  (AUS)
- Austria  (AUT)
- Azerbaiyán  (AZE)
- Baréin  (BRN)
- Bélgica  (BEL)
- Benín  (BEN)
- Bermudas  (BER)
- Birmania  (MYA)
- Bolivia  (BOL)
- Brasil  (BRA)
- Brunéi  (BRU)
- Bulgaria  (BUL)
- Camboya  (CAM)
- Camerún  (CMR)
- Canadá  (CAN)
- Catar  (QAT)
- Chile  (CHI)
- República Popular China  (CHN)
- Colombia  (COL)
- Corea del Sur  (KOR)
- Costa de Marfil  (CIV)
- Costa Rica  (CRC)
- Croacia  (CRO)
- Cuba  (CUB)
- Dinamarca  (DEN)
- Ecuador  (ECU)
- Emiratos Árabes Unidos  (UAE)
- Egipto  (EGY)
- El Salvador  (ESA)
- Estonia  (EST)
- Eslovaquia  (SVK)
- Eslovenia  (SLO)
- España  (ESP)
- Estados Unidos  (USA)
- Filipinas  (PHI)
- Finlandia  (FIN)
- Francia  (FRA)
- Georgia  (GEO)
- Grecia  (GRE)
- Guatemala  (GUA)
- Hong Kong  (HKG)
- Hungría  (HUN)
- India  (IND)
- Indonesia  (INA)
- Irán  (IRN)
- Irlanda  (IRL)
- Islas Vírgenes de los Estados Unidos  (ISV)
- Israel  (ISR)
- Italia  (ITA)
- Japón  (JPN)
- Jamaica  (JAM)
- Jordania  (JOR)
- Kazajistán  (KAZ)
- Kenia  (KEN)
- Kirguistán  (KGZ)
- Kuwait  (KUW)
- Letonia  (LAT)
- Líbano  (LBN)
- Liechtenstein  (LIE)
- Lituania  (LTU)
- Luxemburgo  (LUX)
- Madagascar  (MAD)
- Malasia  (MAS)
- Marruecos  (MAR)
- Mauricio  (MRI)
- México  (MEX)
- Moldavia  (MDA)
- Mongolia  (MGL)
- Montenegro  (MNE)
- Namibia  (NAM)
- Nauru  (NRU)
- Nigeria  (NGR)
- Noruega  (NOR)
- Nueva Zelanda  (NZL)
- Pakistán  (PAK)
- Países Bajos  (NED)
- Panamá  (PAN)
- Paraguay  (PAR)
- Perú  (PER)
- Polonia  (POL)
- Portugal  (POR)
- Puerto Rico  (PUR)
- Reino Unido  (GBR)
- República Checa  (CZE)
- República Dominicana  (DOM)
- Rumania  (ROM)
- Samoa  (SAM)
- San Marino  (SMR)
- Serbia  (SRB)
- Singapur  (SGP)
- Sudáfrica  (RSA)
- Suecia  (SWE)
- Suiza  (SUI)
- Surinam  (SUR)
- China Taipéi  (TPE)
- Tailandia  (THA)
- Túnez  (TUN)
- Turkmenistán  (TKM)
- Turquía  (TUR)
- Ucrania  (UKR)
- Uruguay  (URU)
- Uzbekistán  (UZB)
- Venezuela  (VEN)
- Vietnam  (VIE)

## Calendario
El 21 de mayo de 2024, la Asociación Internacional de Juegos Mundiales anunció el calendario de los Juegos Mundiales de 2025, así como el lugar de las competiciones.
Todos los horarios usan el huso horario de China (UTC+8)
| A | Ceremonia de Apertura | ● | Competiciones | 1 | Finales | C | Ceremonia de clausura |

| Evento                        | Evento                    | Agosto de 2025 | Agosto de 2025 | Agosto de 2025 | Agosto de 2025 | Agosto de 2025 | Agosto de 2025 | Agosto de 2025 | Agosto de 2025 | Agosto de 2025 | Agosto de 2025 | Agosto de 2025 | Agosto de 2025 | Total |
| Evento                        | Evento                    | 6              | 7              | 8              | 9              | 10             | 11             | 12             | 13             | 14             | 15             | 16             | 17             | Total |
| ----------------------------- | ------------------------- | -------------- | -------------- | -------------- | -------------- | -------------- | -------------- | -------------- | -------------- | -------------- | -------------- | -------------- | -------------- | ----- |
| Ceremonias                    | Ceremonias                |                | A              |                |                |                |                |                |                |                |                |                | C              |       |
| Deportes aéreos               | Deportes aéreos           |                |                |                |                |                |                |                |                | ●              | ●              | 1              |                | 1     |
| Fútbol bandera                | Fútbol bandera            |                |                |                |                |                |                |                |                | ●              | ●              | ●              | 1              | 1     |
| Tiro con arco                 | Tiro con arco             |                | ●              | 1              | 2              |                | ●              | ●              | 2              | ●              | ●              | 2              |                | 7     |
| Sóftbol                       | Sóftbol                   | ●              | ●              | ●              | ●              | 1              |                |                | ●              | ●              | ●              | ●              | 1              | 2     |
| Billar                        |                           |                |                |                |                |                |                |                |                |                |                |                |                |       |
| Billar francés                |                           |                |                |                | ●              | ●              | ●              | 1              | 1              |                |                |                | 2              |       |
| Billar americano              |                           |                |                |                | ●              | ●              | ●              | 1              | 2              |                |                |                | 3              |       |
| Snooker                       |                           |                |                |                | ●              | ●              | ●              | 1              | 1              |                |                |                | 2              |       |
| Bochas                        | Bochas                    |                |                |                |                |                |                |                |                | ●              | 2              | 2              | 2              | 6     |
| Deportes de Kayak             |                           |                |                |                |                |                |                |                |                |                |                |                |                |       |
| Maratón en Kayak              |                           |                |                | 2              | 2              |                |                |                |                |                |                |                | 4              |       |
| Kayak Polo                    |                           |                |                |                |                |                |                | ●              | ●              | ●              | 2              |                | 2              |       |
| Barco dragón                  |                           |                |                | 1              | 5              |                |                |                |                |                |                |                | 6              |       |
| Animación                     | Animación                 |                |                |                |                |                |                |                |                |                | ●              | 1              |                | 1     |
| Baile deportivo               | Baile deportivo           |                |                | 1              | 1              |                |                |                |                |                |                | ●              | 2              | 12    |
| Fistball                      | Fistball                  |                |                |                | ●              | ●              | ●              | ●              | 2              |                |                |                |                | 2     |
| Floorball                     | Floorball                 | ●              | ●              | ●              | ●              | ●              | ●              | ●              | 2              |                |                |                |                | 2     |
| Disco volador                 | Disco volador             |                |                | ●              | ●              | 1              |                | ●              | ●              | ●              | ●              | 1              |                | 2     |
| Gimnasia                      |                           |                |                |                |                |                |                |                |                |                |                |                |                |       |
| Gimnasia acrobática           |                           |                | 2              | 2              | 1              |                |                |                |                |                |                |                | 5              |       |
| Gimnasia aeróbica             |                           |                |                |                |                |                |                |                |                | 2              | 2              |                | 4              |       |
| Parkour                       |                           |                |                |                |                |                | 2              | 2              |                |                |                |                | 4              |       |
| Gimnasia de trampolín         |                           |                | 1              | 2              | 3              |                |                |                |                |                |                |                | 6              |       |
| Balonmano playa               | Balonmano playa           |                | ●              | ●              | ●              | ●              | ●              | 2              |                |                |                |                |                | 2     |
| Ju-jitsu                      | Ju-jitsu                  |                |                |                |                | 7              | 7              | 5              |                |                |                |                |                | 19    |
| Karate                        | Karate                    |                |                | 6              | 6              |                |                |                |                |                |                |                |                | 12    |
| Kickboxing                    | Kickboxing                |                |                |                |                |                |                | ●              | ●              | 12             |                |                |                | 12    |
| Korfbal                       | Korfbal                   |                |                | ●              | ●              | ●              | ●              | 1              |                |                | ●              | ●              | 1              | 2     |
| Lacrosse                      | Lacrosse                  |                | ●              | ●              | ●              | ●              | 1              |                |                |                |                |                |                | 1     |
| Salvamento                    | Salvamento                |                |                | 8              | 8              |                |                |                |                |                |                |                |                | 16    |
| Muay thai                     | Muay thai                 |                |                | ●              | ●              | 6              |                |                |                |                |                |                |                | 6     |
| Orientación                   | Orientación               |                |                | 2              |                | 2              | 1              |                |                |                |                |                |                | 5     |
| Motonáutica                   | Motonáutica               |                |                |                |                |                |                |                |                |                | ●              | ●              | 3              | 3     |
| Levantamiento de potencia     | Levantamiento de potencia |                |                |                |                |                |                |                |                | 4              | 4              | 4              | 4              | 16    |
| Raquetbol                     | Raquetbol                 |                |                |                |                |                |                |                | ●              | ●              | ●              | ●              | 3              | 3     |
| Deportes sobre patines        |                           |                |                |                |                |                |                |                |                |                |                |                |                |       |
| Patines en línea estilo libre |                           |                |                |                |                |                |                |                |                |                | 2              | 2              | 4              |       |
| Hockey sobre patines en línea |                           | ●              | ●              | ●              | ●              | 1              |                |                |                |                |                |                | 1              |       |
| Patinaje de velocidad         |                           |                |                |                |                |                |                |                | 4              | 4              |                |                | 8              |       |
| Patinaje de carreras          |                           |                |                |                |                |                | 6              | 4              |                |                |                |                | 10             |       |
| Sambo                         | Sambo                     |                |                |                |                |                |                |                | 10             | 1              |                |                |                | 11    |
| Escalada                      | Escalada                  |                |                |                |                |                |                |                |                | 2              | 2              | 2              |                | 6     |
| Squash                        | Squash                    |                |                | ●              | ●              | ●              | ●              | 2              |                |                |                |                |                | 2     |
| Duatlón                       | Duatlón                   |                |                |                |                |                |                |                |                | 1              | 1              |                | 1              | 2     |
| Sogatira                      | Sogatira                  |                |                |                | 1              | 1              | 1              |                |                |                |                |                |                | 3     |
| Deportes subacuáticos         |                           |                |                |                |                |                |                |                |                |                |                |                |                |       |
| Natación con aletas           |                           |                |                |                | 8              | 8              |                |                |                |                |                |                | 16             |       |
| Buceo                         |                           |                |                |                | 4              | 4              |                |                |                |                |                |                | 9              |       |
| Wakeboarding                  | Wakeboarding              |                |                | ●              | ●              | 6              |                |                |                |                |                |                |                | 6     |
| Wushu                         | Wushu                     |                |                | 2              | 4              | ●              | ●              | 6              |                |                |                |                |                | 12    |
| Evento                        | Evento                    | Agosto de 2025 | Agosto de 2025 | Agosto de 2025 | Agosto de 2025 | Agosto de 2025 | Agosto de 2025 | Agosto de 2025 | Agosto de 2025 | Agosto de 2025 | Agosto de 2025 | Agosto de 2025 | Agosto de 2025 | Total |
| Evento                        | Evento                    | 6              | 7              | 8              | 9              | 10             | 11             | 12             | 13             | 14             | 15             | 16             | 17             | Total |

## Medallero
Aquí se muestran los primeros 10 lugares.
     País organizador (China)
| #  | País           | Oro | Plata | Bronce | Total |
| -- | -------------- | --- | ----- | ------ | ----- |
| 1  | China          | 36  | 17    | 11     | 64    |
| 2  | Alemania       | 17  | 14    | 14     | 45    |
| 3  | Ucrania        | 16  | 14    | 14     | 44    |
| 4  | Italia         | 13  | 25    | 19     | 57    |
| 5  | Francia        | 11  | 11    | 16     | 38    |
| 6  | Estados Unidos | 11  | 10    | 7      | 28    |
| 7  | Hungría        | 11  | 8     | 5      | 24    |
| 8  | España         | 8   | 2     | 13     | 23    |
| 9  | Japón          | 7   | 12    | 5      | 24    |
| 10 | Colombia       | 7   | 8     | 6      | 21    |